# Beuren (Baden-Württemberg)
Beuren è un comune tedesco di 3 396 abitanti, situato nel land del Baden-Württemberg.